# 斯奈普峰
斯奈普峰（英語：Snipe Peak），是南極洲的山峰，位於南奧克尼群島的西格尼島西南面，海拔高度225米，是莫伊島的最高點，在1933年由英國研究隊測量，現時由南極條約體系管理。